# Batracomorphus diminuta
Batracomorphus diminuta är en insektsart som beskrevs av Matsumura 1912. Batracomorphus diminuta ingår i släktet Batracomorphus och familjen dvärgstritar. Inga underarter finns listade i Catalogue of Life.